# 文化資源学
文化資源学 (ぶんかしげんがく、Cultural Resources Studies) とは、文化資源をめぐる学問である。

## 沿革
文化資源学の構想が最初に登場したのは、東京大学大学院人文社会研究科が1998年に発行したパンフレット『記憶と再生 文化資源学の構想』とされる。2000年には、東京大学大学院人文社会系研究科に文化資源学研究専攻が設置され、これ以降「文化資源学」および「文化資源」という言葉が次第に使われるようになったと言われている。
2002年には「文化資源学が1大学の1研究室に帰属する学問であることから脱却する」ことを目指した文化資源学会が設立されたほか、熊本大学大学院に「文化資源論講座」が設置された。また、2003年には神戸大学に文化資源論講座が、2004年には国立民族学博物館に文化資源研究センターが新設された。さらに2011年には金沢大学人間社会研究域附属国際文化資源学研究センターが発足して『金沢大学文化資源学研究』を発刊したほか、2021年には大阪市立大学文化資源学会が発足し、2022年に同会は学会機関紙『文化資源学ジャーナル』を創刊した。
一方、日本以外での「文化資源学」の知名度は低いとされる。松田陽は2021年の論考にて「日本国内での使用頻度が着実に増えている『文化資源学』だが、その英訳として掲げられる『Cultural Resources Studies』は英語圏では使われていないに等しい」と指摘している。

## 定義
文化資源学の構想が最初に登場したとされる、東京大学大学院人文社会研究科が1998年に発行したパンフレット『記憶と再生 文化資源学の構想』では、文化資源学が以下のように紹介されている。
また、文化資源学会の設立趣意書でも以下のように紹介されている。
さらに、東京大学大学院人文社会研究科で教鞭をとる松田陽は以下のように指摘している。

## 評価

### 学際性について
文化資源学は多分野にわたる学際的な学問とされる。例えば佐藤健二は著書『文化資源学講義』にて以下のように述べている。
また、東京大学大学院人文社会系研究科文化資源学研究専攻にて教鞭をとった渡辺裕も、以下のように指摘している。
一方、木下直之は、文化資源学会での発表が多種多様であることについて「研究の深化を阻害しかねない」と述べつつ「そもそも文化資源学は、人文社会系の研究が専門分野ごとに細分化され、相互に没交渉となった現状を嫌い、多分野の連携と学際的であることを目指した以上、これは避けがたいジレンマでもある」と指摘している。また、松田陽は「『文化資源学』に相当する言葉を使わずとも、歴史学、考古学、美術史学、建築史学といった既存の学問分野内では、文化資料体の資源化はすでにある程度行われてきた」と指摘し、「いまだ眠った状態にある文化資料体を資源化するのが、文化資源学であろうと他の学問分野であろうと、さほど重要ではあるまい。『文化資源学』という言葉が使われずとも、世界の諸地域で文化資料体の資源化が様々なかたちで実現するのであれば、文化資源学の目的は達成されると考えるべきだろう」と述べている。

### 文化資源という用語について
2000年以前は一般的ではなかった「文化資源」という用語について、小林真理は東京大学人文社会研究科文化資源学研究専攻の設立の経緯を踏まえつつ、以下のように指摘している。
そして、2002年の「文化資源学会設立趣意書」には「文化資源とは、ある時代の社会と文化を知るための手がかりとなる貴重な資料の総体」と記された。だが、これについては異なる見解もあり、和崎光太郎は「2000年代からは文化伝達のための『資源』という用法が次第に広がり、『資源』の辞書的意味はそのままでもその意味が内包する価値が転換してきている」と指摘しつつ、自身が掲げる文化資源の定義について以下のように述べている。
また、佐藤健二は「文化」と「資源」という言葉の含む位相のズレを指摘しつつ、「資源化」のプロセスについて以下のように述べている。
ともあれ、「文化資源」という用語は広く使われるようになり、当初は意図していなかった文脈で使われる機会すらも増えたと言われている。例えば、文化資源学会設立15周年を記念する2017年の論考で、会長の鈴木禎宏は以下のように指摘している。
また、文化資源学会の展望プロジェクト「文化資源の現在」を主導した堀内秀樹らも、「文化資源」という用語が当初意図したものとは異なる文脈で使用される実態について、以下のように報告している。

### 理論について
佐藤健二は文化資源学について「この学問の方法論の基本は、＜ことば＞（言葉）と＜もの＞（物）の双方から、＜こと＞（事）である文化事象を解明していくこと」と述べている。一方、中村雄祐は2021年に「『20年も経ったのだから、そろそろ文化資源学らしい論文の型も確立されてきた』という話には落ち着きそうもない。なぜなら、文化資源学が接点を持つ諸分野も、学術と実務の関係も変化し続けているからである」と指摘している。また、松田陽も同年、文化資源学の理論的視座について以下のように指摘している。
他にも、ライアン・ホームバーグは「東大の文化資源学研究室に2年間も在籍したが、『文化資源学』とは何か、はっきりしない気持ちが強い」と述べ、以下のように指摘している。

### 日本語圏以外での展開について
松田陽は2021年の論考にて「日本国内での使用頻度が着実に増えている『文化資源学』だが、その英訳として掲げられる『Cultural Resources Studies』は英語圏では使われていないに等しい」と指摘している。